# 上颌窦
上颌窦是鼻竇中最大的一个窦，也是一個锥体形空腔，容量为15至30毫升。它位於眼眶的下方的上颌骨内，开口于中鼻道，分前面、颞下面、鼻面、眶面，眶面有眶下沟，向前经眶下管通眶下孔。人在出生时上颌窦是一個长形小空腔，第2次生牙时开始上颌窦快速发育，至15岁左右时发育完全。